# یواس‌اس بوفالو (اس‌اس‌ان-۷۱۵)
یواس‌اس بوفالو (اس‌اس‌ان-۷۱۵) (به انگلیسی: USS Buffalo (SSN-715)) یک زیردریایی است که طول آن ۱۱۰٫۳ متر (۳۶۱ فوت ۱۱ اینچ) می‌باشد. این زیردریایی در سال ۱۹۸۲ ساخته شد.